# A2 Nazionale 1991-1992
L'A2 Nazionale 1991-1992 è stata la 31ª edizione della seconda divisione greca di pallacanestro maschile. La 6ª edizione con il nome di A2.

## Classifica finale
| #  | Teams                         | P  | V  | P  | Pt | Qualificate |
| -- | ----------------------------- | -- | -- | -- | -- | ----------- |
| 1  | G.S. Larissa                  | 26 | 18 | 8  | 44 | Promozione  |
| 2  | Apollon Patrasso              | 26 | 18 | 8  | 44 | Promozione  |
| 3  | Peiraïkos Syndesmos           | 26 | 17 | 9  | 43 | Promozione  |
| 4  | M.A.S. Filippos Thessalonikīs | 26 | 17 | 9  | 43 |             |
| 5  | Iōnikos Nikaias               | 26 | 17 | 9  | 43 |             |
| 6  | Panellīnios K.A.E.            | 26 | 16 | 10 | 42 |             |
| 7  | MENT BC                       | 26 | 15 | 11 | 41 |             |
| 8  | KAE Īlysiakos                 | 26 | 13 | 13 | 39 |             |
| 9  | Nestōr Thessalonikīs          | 26 | 12 | 14 | 38 |             |
| 10 | Dīmokritos Thessalonikīs      | 26 | 9  | 17 | 35 |             |
| 11 | Komotinī                      | 26 | 9  | 17 | 35 |             |
| 12 | Esperos Kallithea             | 26 | 9  | 17 | 35 |             |
| 13 | Prōteas N. Kosmou             | 26 | 9  | 17 | 35 |             |
| 14 | P.A.O. Dioikītīriou           | 26 | 3  | 23 | 29 | Retrocessa  |